# Municipio de Las Choapas
El municipio de Las Choapas es un municipio que se localiza en la Región Olmeca al sur del estado mexicano de Veracruz, al sureste de la República mexicana. Limita con los municipios de Uxpanapa, Minatitlán, Moloacán y Agua Dulce, en Veracruz. También tiene límites con los municipios de Huimanguillo, en Tabasco, Cintalapa y Tecpatán en Chiapas, y Santa María Chimalapa, en Oaxaca. Su cabecera es la localidad de Las Choapas.
En Las Choapas tiene lugar el cruce de los ríos Pedregal, Tonalá y Nanchital, cuenta además con las lagunas de San Pedro y Tecuanapa, y los arroyos el Remolino y el arroyo Las Choapas.

## Historia
La ley promulgada el 18 de agosto de 1824 por el entonces presidente de México Guadalupe Victoria, entre otras cosas, ordenaba el reparto de terrenos baldíos entre personas que quisieran colonizar y trabajar las tierras del extenso territorio nacional.
Por medio de esta ley, Fernando Nicolás Maldonado Ficachi denunció, el 23 de marzo de 1876, ante el Juez de primera instancia de Minatitlán, 2,633 hectáreas, 41 áreas y 50 metros cuadrados en terreno veracruzano, con las haciendas «San José del Carmen» y «El encinal».
En los siguientes años, las haciendas iban decreciendo y el señor Numa Pompilio Maldonano Puig y su hijo, Fernando Nicolás Maldonado, vendieron al inglés Howard C. Walker los territorios restantes denunciados ante el gobierno, lo que vino a originar la hacienda denominada «El plan Norte» o Huapacalito.
Durante la última década del siglo XIX, las compañías petroleras extranjeras llegaron a establecerse a la región conocida como «Hacienda El plan», y comenzó el auge de la compañía petrolera «El Águila». Estas compañías iniciaron la explotación del subsuelo, y en el año 1938 fueron expropiadas.

### Yacimientos arqueológicos
Las Choapas se encuentra en el corazón de una de las principales zonas de yacimientos olmecas, específicamente en la región delimitada por los ríos Uxpanapa y Tonalá. Además, se encuentra a escasos 22 kilómetros al sur del importante sitio de La Venta.
El 28 de mayo de 2012 la arqueóloga María de Lourdes Hernández Jiménez del centro INAH Veracruz, publicó un extenso artículo detallando tres yacimientos arqueológicos encontrados en las cercanías de Las Choapas. Los yacimientos fueron localizados tras la realización de obras públicas y exploraciones petroleras. El estudio consistió de reconocimientos superficiales de los sitios, sin realizarse excavación alguna, por lo que los resultados obtenidos son preliminares y están sujetos a cambios, especialmente cuando estudios más extensos se lleven a cabo.
El artículo fecha los restos arquitectónicos encontrados entre los períodos del Clásico Tardío y Posclásico (approx. 600-1200 d. C.), pero reconoce que los asentamientos bien pudieron ser deshabitados y rehabitados en diferentes puntos de la cronología. Los tres sitios mencionados se encuentran en Rivera del Carmen, a 20 km al suroeste de la ciudad sobre el banco occidental del río Uxpanapa; en la ranchería El Diamante, a 2 km al sur de la ciudad; y finalmente, el sitio El Chichón-Acapulco, que se encuentra a 16 km al suroeste de la ciudad, dentro de los límites del Rancho Acapulco. 
Todos los sitios tienen una extensión de varias decenas de hectáreas, siendo el de El Chichón-Acapulco el más grande, con 288 hectáreas. Su composición arquitectónica es muy similar, habiendo patios, plazas y canchas de juego de pelota mesoamericano, y siendo construidos todos con base en clústeres de plataformas elevadas, a veces naturales y otras artificiales, interconectadas mediante terraplenes, los cuales se cree que funcionaban como andadores estrechos entre las diversas zonas de los asentamientos. A esta técnica de edificación de asentamientos se le conoce como "lomeríos", dada la gran cantidad de pequeñas lomas o montículos densamente situados que resulta de ella.
El artículo también menciona que una de las razones por las cuales una investigación más profunda de otros materiales arqueológicos no es posible, es que gran cantidad de este material se encuentra en manos de los pobladores de la zona.

## Población
La población total del municipio es de 83,044 habitantes, de acuerdo con el II Conteo de población y vivienda llevado a cabo por el Instituto Nacional de Estadística y Geografía en 2012.[cita requerida]

## Cronología de hechos históricos
- 1930: se inician los trabajos de perforación de pozos petroleros.
- 1932: la ranchería Las Choapas se eleva a la categoría de congregación del municipio de Minatitlán.
- 1942: hundimiento del buque mercante petrolero Las Choapas, en el marco de la Segunda Guerra Mundial.
- 28 de diciembre de 1961: se crea el municipio de Las Choapas.
- 1967: la población de Las Choapas obtiene la categoría de ciudad.

## Medios de comunicación
La ciudad de Las Choapas dispone de los medios de comunicación más importantes de la región, como estaciones de radio AM y FM, canales de televisión de señal abierta y por cable, medios impresos y digitales de edición local, así como distribución de publicaciones de circulación estatal y nacional. Los diarios de mayor circulación en la ciudad son:
Los medios locales más recientes (2018):
- Presencia Sureste
- Diario del Istmo (regional)
- Liberal del Sur (regional)
- Heraldo de Coatzacoalcos (regional)

Los portales digitales más visitados (2018):
- Nota Roja Digital Sureste
- 60 minutos
- Presencia Sureste
- Ayer y hoy

Radiodifusoras:
- 93.5 FM
- 97.1 FM
- 103.1 FM
- 107.1 FM

## Economía y turismo
Recientemente,[¿cuándo?] la ciudad ha experimentado un nuevo auge en la actividad económica, impulsada por las inversiones en materia de explotación petrolera por parte de diversas compañías al servicio de Petróleos Mexicanos, lo que ha traído consigo un auge en materia comercial, aunado a su ubicación estratégica y la concentración de servicios, extendiendo su área de influencia sobre localidades y poblaciones cercanas, que confluyen a ésta por distintos motivos. 
Aun cuando la ciudad no figura dentro de los destinos turísticos más atractivos del país, cabe puntualizar que, debido a su gran extensión territorial, es un buen lugar para visitar, ya que en el municipio confluyen ríos que son una buena opción para pescar y para refrescarse: entre otros, el río Uxpanapa; el río Tonalá, conocido localmente como Tancochapa; las cascadas de Playa Santa y, más recientemente, la zona arqueológica maya-zoque, descubierta en la parte sur del municipio, aún sin excavar.[cita requerida]

## Deportes
El fútbol ("futbol", en español mexicano) es el deporte más popular en Las Choapas.[cita requerida]
La ciudad cuenta con un estadio profesional, llamado Estadio Olmeca; un estadio de béisbol ("beisbol", en México) llamado Estadio 18 de Marzo; dos unidades deportivas y varios campos de futbol y beisbol.[¿cuál?]
Durante el esplendor petrolero, la ciudad tuvo el primer equipo de fútbol de tercera división profesional en 1979, llamado Rojos de Las Choapas. Su primer presidente fue el Sr. Fernando López Pérez; su primer Secretario Técnico, Roberto Palomares Tejada; su primer tesorero, Sergio Villegas Alvarado y sus primeros consejeros fueron Picho Córdoba, Jorge Cruz Antonio, Riquelme Sánchez, Alfredo Sosa y Jaime Pérez Castañeda.
Los Azules de la Sección 26 fueron un equipo de Tercera División Profesional de futbol formado en 2006. El equipo fue patrocinado durante la totalidad de su existencia de manera exclusiva por Saúl de Aquino Castro. Los altos gastos relacionados con transporte y mantenimiento del equipo llevaron a que Aquino Castro suspendiera su financiamiento en el año de 2010. No obstante, los Azules se han mantenido activos, al menos hasta el año de 2023.
El fútbol llanero es muy popular. El béisbol también ha sido muy popular: cabe destacar a Miguel Becerril Fernández, el clipper de Las Choapas. También el softball lo practican ambos sexos.[cita requerida]

## Cultura
Las Choapas cuenta con la Casa de Cultura "Frida Kahlo", llamada así en honor a la pintora mexicana. 
La química industrial Graciela Olivia Mendoza Cerino destacó, por más de una década[¿cuándo?], en el rescate y la promoción de la cultura local. 
Nabora Materos Contreras, promotora del son jarocho, ha realizado un valioso trabajo en dicha institución. En 2015, el Consejo Nacional para la Cultura y las Artes reeditó su libro de gastronomía Reencuentro con la gastronomía choapense y lo presentó a nivel nacional como un importante aporte a la cultura del sureste veracruzano.
El profesor Maximino Aguirre Torres (fallecido en 2017) realizó durante años la recopilación de material arqueológica con la intención de fundar un museo, durante el 2002, y en las oficinas del DIF municipal se acondicionó una sala para tal propósito.
El doctor Roberto Palma Prieto, cronista de la ciudad, realiza cotidianamente un arduo trabajo de recopilación histórica, a través del cual transmite información cultural a la población, mediante un espacio en el diario Presencia Sureste y también en su página electrónica. 
En el municipio existe un acervo cultural muy vasto. Han destacado poetas, escritores, músicos y cantantes a nivel nacional e internacional.[¿quién?]
Uno de los músicos más destacados es Irving Lara, quien fue el pianista de la cantante cubana Celia Cruz, con quien compartió grandes escenarios. El artista Héctor Camacho Cerón (1910_2021), escultor, pintor, músico, además creador del escudo de Las Choapas, compuso más de 80 canciones; entre ellas, "Coatzacoalcos", "Minatitlán", “Canción a Tierra Blanca“, "vámonos a Veracruz", "El corrido de Las Choapas" y otras con las que recorrió el país y parte de Estados Unidos acompañado de su Trío Sotavento. 
Adolfo López Cornelio, artista plástico y diseñador gráfico egresado de la Benemérita Universidad Autónoma de Puebla, cuyo talento ha sido reconocido internacionalmente, realiza una importante labor en el fomento de la creación artística con los alumnos de la Escuela Secundaria "Gral. Lázaro Cárdenas". Dentro de su desarrollo Artístico, hizo la Restauración de la Pintura Mural Museo Casa Arrieta (1996), participó como jurado calificador en el Segundo Concurso de Cartel sobre Adicciones (1996). Asimismo, ha presentado sus obras en numerosas exposiciones a lo largo de los años, tales como Pinceles Poblanos (1998, Puebla), La Lente y el Color y Artes Plásticas (2003, Coatzacoalcos), Ojo de Luz (2016, Las Choapas), por nombrar algunos. 
El pintor Sergio Chagoya de la Rosa, egresado de la Escuela Nacional de Pintura, Escultura y Grabado "La Esmeralda", colaboró durante muchos[¿cuántos?] años desinteresadamente en la formación de jóvenes talentos en la Casa de la Cultura "Frida Kahlo"; su labor altruista contrasta con la de Jorge Conde, quien se ha preocupado por realizar eventos culturales en este municipio, haciendo uso de considerables recursos producto de diversos financiamientos estatales y nacionales. 
Otros artistas locales destacados son la cantante Hilda Ponzzi Álvarez quien ganó un concurso de canto a nivel nacional y tuvo su preparación en la ANDA.
Los hermanos Penélope Judith y Hugo Andrés Camacho Herrera, quienes en el año 2009  lograron darse a conocer internacionalmente en un programa de canto y baile en Televisa llamado el Show de los sueños.
La cantante y profesora Penélope se ha dedicado a promover la cultura de nuestro estado así como el civismo en el municipio, pues ha preparado coros de himno nacional mexicano siendo acreedores de primeros lugares.

## Geografía
El municipio de Las Choapas se encuentra ubicado en la zona limítrofe del sureste del Estado, en las coordenadas 17° 55' latitud norte y 94° 6' longitud oeste, a una altitud de 10 metros sobre el nivel del mar. Limita al norte con Coatzacoalcos, al noroeste con Moloacán, al oeste con Minatitlán, al sur con los estados de Oaxaca y Chiapas y al este con el estado de Tabasco. Tiene una superficie de 3509.56 km², cifra que representa un 4.88 por ciento del total de la entidad, convirtiéndolo así en el municipio más extenso del estado de Veracruz.

### Geología y relieve
El municipio se encuentra recorrido en gran parte por la Sierra Madre Oriental que, procedente de Chiapas y de Oaxaca, penetra a Veracruz precisamente por este municipio, haciendo irregular su topografía, destacando los cerros Colorado, Brujo, Jimbal, Flores, Guao, Pelón, Mancuernillas y otros.

### Hidrografía
Se encuentra regado por los ríos Pedregal, Uxpanapa, Tonalá y Nanchital; tiene además las lagunas de San Pedro y Tecuanapa, y los arroyos El Remolino y Las Choapas.

### Clima
Su clima es cálido-regular, con una temperatura promedio de 27 °C; su precipitación pluvial media anual es de 2900 milímetros.
Entre los años de 1991-2020, la temperatura normal anual fue de 31.9 °C, con abundantes lluvias en verano y a principios de otoño. La precipitación normal anual en este periodo fue de 2,558.9 mm.
| Parámetros climáticos promedio de Las Choapas              | Parámetros climáticos promedio de Las Choapas | Parámetros climáticos promedio de Las Choapas | Parámetros climáticos promedio de Las Choapas | Parámetros climáticos promedio de Las Choapas | Parámetros climáticos promedio de Las Choapas | Parámetros climáticos promedio de Las Choapas | Parámetros climáticos promedio de Las Choapas | Parámetros climáticos promedio de Las Choapas | Parámetros climáticos promedio de Las Choapas | Parámetros climáticos promedio de Las Choapas | Parámetros climáticos promedio de Las Choapas | Parámetros climáticos promedio de Las Choapas | Parámetros climáticos promedio de Las Choapas |
| Mes                                                        | Ene.                                          | Feb.                                          | Mar.                                          | Abr.                                          | May.                                          | Jun.                                          | Jul.                                          | Ago.                                          | Sep.                                          | Oct.                                          | Nov.                                          | Dic.                                          | Anual                                         |
| ---------------------------------------------------------- | --------------------------------------------- | --------------------------------------------- | --------------------------------------------- | --------------------------------------------- | --------------------------------------------- | --------------------------------------------- | --------------------------------------------- | --------------------------------------------- | --------------------------------------------- | --------------------------------------------- | --------------------------------------------- | --------------------------------------------- | --------------------------------------------- |
| Temp. máx. abs. (°C)                                       | 36                                            | 38.5                                          | 42.5                                          | 47                                            | 45.5                                          | 43.5                                          | 40                                            | 41                                            | 40                                            | 38.5                                          | 38                                            | 36                                            | 47                                            |
| Temp. máx. media (°C)                                      | 24.7                                          | 26.5                                          | 30                                            | 32.5                                          | 35.4                                          | 35.2                                          | 34.3                                          | 34.5                                          | 33.4                                          | 31.3                                          | 28.2                                          | 25.2                                          | 30.9                                          |
| Temp. mín. media (°C)                                      | 14.5                                          | 15.2                                          | 18                                            | 20.2                                          | 23                                            | 23.3                                          | 22.7                                          | 22.5                                          | 22.1                                          | 20.1                                          | 17.7                                          | 15.4                                          | 19.6                                          |
| Temp. mín. abs. (°C)                                       | 4                                             | 4.5                                           | 7                                             | 9                                             | 16                                            | 17                                            | 19                                            | 15                                            | 12                                            | 11                                            | 6                                             | -0.5                                          | -0.5                                          |
| Precipitación total (mm)                                   | 41.6                                          | 35.8                                          | 36.5                                          | 59.1                                          | 87.6                                          | 157.7                                         | 131.6                                         | 138.8                                         | 226.8                                         | 138.6                                         | 79.1                                          | 53.6                                          | 1186.8                                        |
| Fuente: Servicio Meteorológico Nacional 1 de marzo de 2009 |                                               |                                               |                                               |                                               |                                               |                                               |                                               |                                               |                                               |                                               |                                               |                                               |                                               |

## Educación
El municipio cuenta con 42 escuelas primarias en la zona urbana, en las que cursan su educación unos 25,000 mil 980 estudiantes.[cita requerida][¿cuándo?]

### Educación secundaria
El municipio cuenta con cuatro escuelas secundarias en todo el sector urbano.

### Educación media superior
Es en el área urbana en donde se concentra la educación de nivel preparatoria y son las siguientes instituciones las que se establecen en la ciudad:
- Centro de Bachillerato Tecnológico Industrial y de Servicios N.º 113 (CBTis)
- Colegio de Bachilleres del Estado de Veracruz N.º 43 (Cobaev)
- Colegio de Bachilleres Reforma La Salle
- Colegio Preparatorio (UPAV)
- Telebachilleratos del Estado de Veracruz (Tebaev)
- Centro Educativo "Mi Patria es Primero y Justo Sierra Méndez"

La educación superior también se imparte en este municipio a fin de que los jóvenes que decidan continuar con su formación académica puedan hacerlo, el municipio cuenta con dos instituciones de educación superior.
- Instituto Tecnológico Superior de Las Choapas
- Centro Educativo Universitario Siglo XXI CEUNIV